# San Ysidro (condado de San Diego, California)

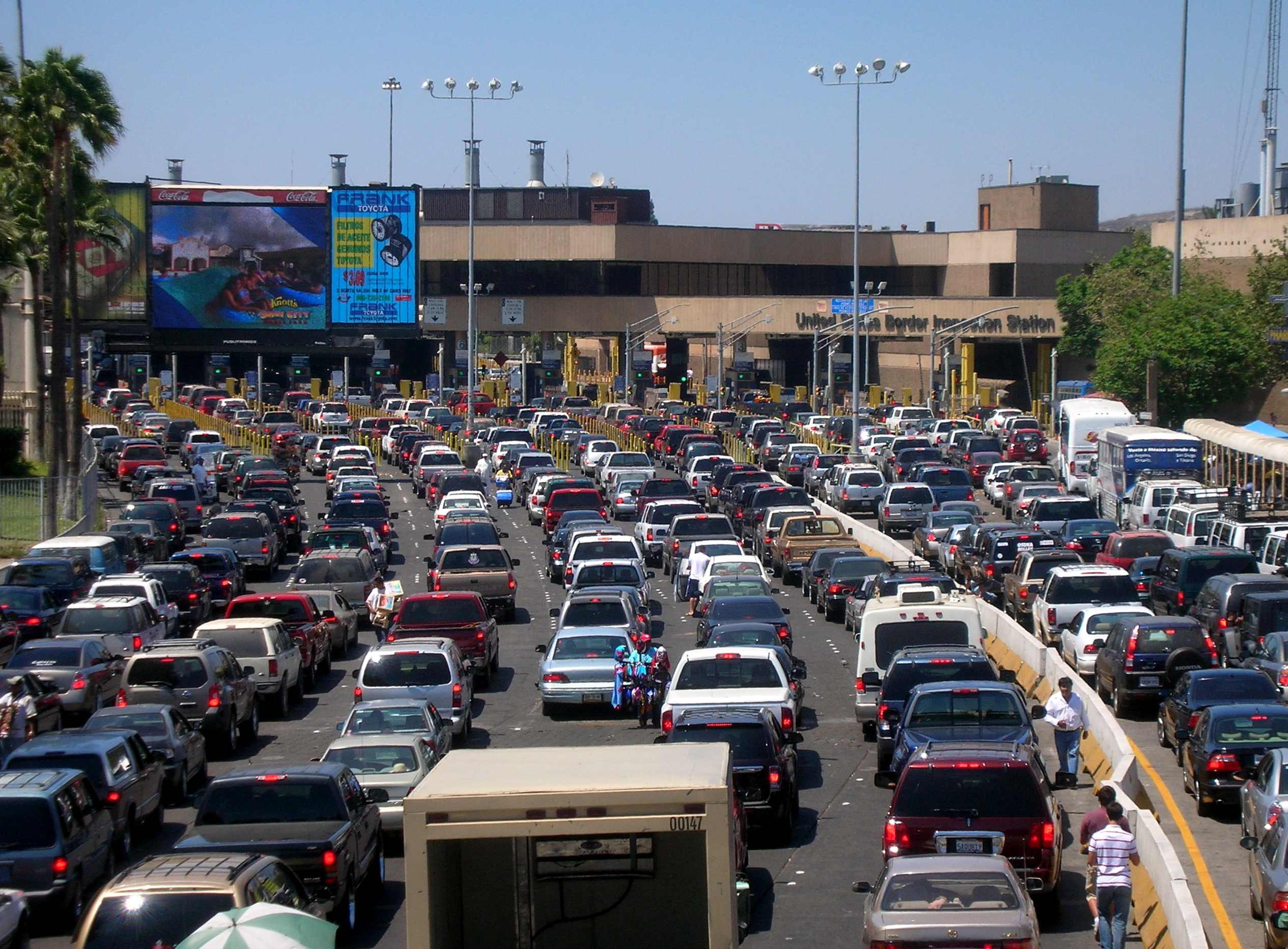
Coches esperando para entrar a EE. UU. vistos desde el lado mexicano. La frontera entre San Ysidro y Tijuana es la más transitada del mundo (2007)

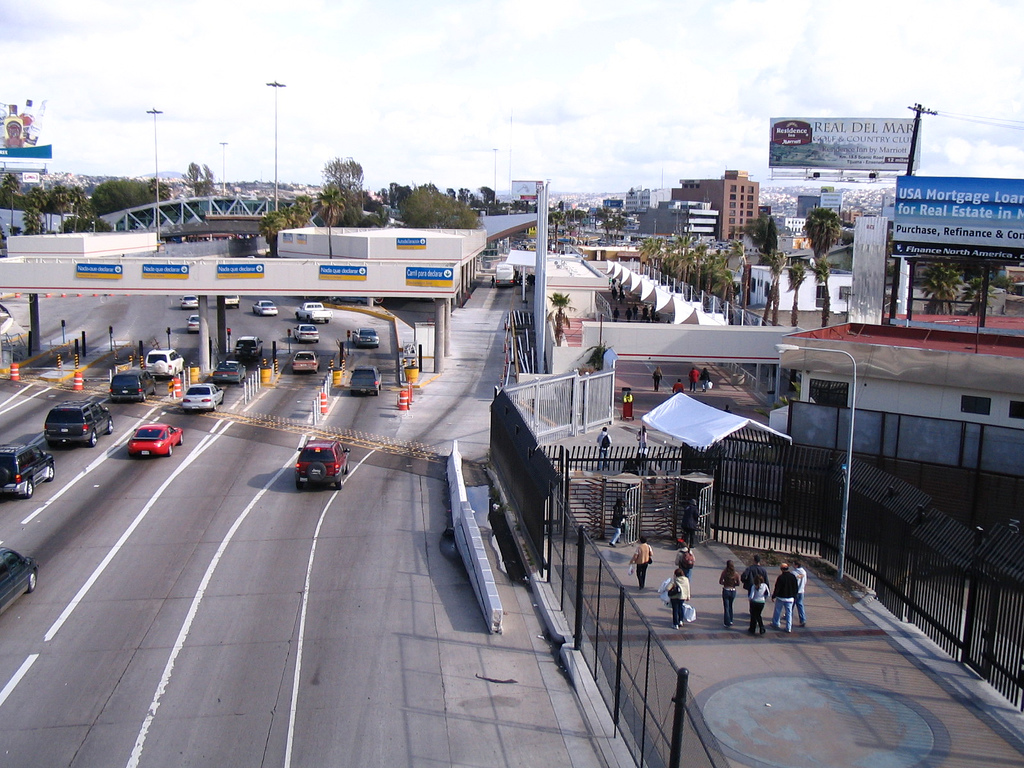
Coches esperando para entrar a México, vistos desde el puente peatonal situado en el lado estadounidense (2006)

San Ysidro es un distrito dentro de la ciudad de San Diego, California, Estados Unidos. Está localizada en el condado de San Diego, justo al norte de la frontera con México. San Ysidro se anexó a la ciudad de San Diego en 1957. Aunque las municipalidades de National City, Chula Vista, Coronado e Imperial Beach están entre San Ysidro y el resto de San Diego, las dos áreas se conectan por una línea de 400 pies de ancho que discurre sobre la Bahía de San Diego. Después, es posible viajar por agua de San Diego a San Ysidro sin dejar los límites de la ciudad.

## Paso fronterizo
San Ysidro es el lugar en que se sitúa la frontera terrestre más cruzada del mundo. Se trata del paso de la Interestatal 5 hacia Tijuana en México. En el año fiscal de 2005 más de 17 millones de vehículos y 50 millones de personas entraron a Estados Unidos a través de este paso. La gran mayoría de estas personas cruzaron por motivos de trabajo haciendo trasbordo para dirigirse a otras partes de San Diego y del Sur de California, ya se tratase de mexicanos o estadounidenses. Existe además otra clase de tráfico inverso de trabajadores desplazándose hacia maquiladoras en México y estadounidenses que viajan a Tijuana por ocio, a visitar familiares y/o amigos o para contratar servicios médicos a un precio más económico. Los tiempos para atravesar la frontera son en ocasiones elevados en San Ysidro, especialmente para aquellos que pretenden atravesar la frontera hacia Estados Unidos en coche. Por esta razón muchos cruzan a pie, en cuyo caso la fila de espera es mucho más rápida. Muchos trabajadores disponen de un coche estacionado a cada lado de la frontera o usan los sistemas de transporte público de ambas ciudades para desplazarse, especialmente el tranvía (trolley) en la estación San Ysidro de la línea Azul en el lado estadounidense que lleva hasta el centro de San Diego.

## Ampliación de la aduana
Se propuso una ampliación del paso fronterizo en tres fases que culminó en la primavera de 2014. Tuvo un coste estimado de 577 millones de dólares para ampliar y desviar la Interestatal 5 hacia el oeste. Se construyó un nuevo servicio aduanero incluyendo instalaciones para la revisión de coches, peatones y servicios administrativos en el lado de Estados Unidos. También se hizo la construcción de una nueva instalación aduanera para el paso de peatones en el lado mexicano.

## Masacre
El 18 de julio de 1984, un hombre llamado James Oliver Huberty disparó en el interior de un restaurante McDonald's, situado en San Ysidro Boulevard contra los clientes y los empleados presentes, matando así a 21 personas e hiriendo a 19. Tras 77 minutos disparando, un agente SWAT, Chuck Foster, disparó con un francotirador a Huberty, matándolo en el acto y poniendo fin a la matanza. 
Esta masacre sería conocida en adelante como la Masacre del McDonald's de San Ysidro.

## Servicios de emergencia

### Policía
Este servicio es prestado por el Departamento de Policía de San Diego. El cuartel asignado para esta zona se encuentra en el número 1120 de la calle 27, existiendo una pequeña subestación de policía en el 663 E. de San Ysidro Blvd.

### Bomberos y ambulancia
Ambos servicios corren a cargo del Departamento de Bomberos de San Diego. El cuartel de bomberos más cercano es el 29 en el 179 W. de San Ysidro Blvd.

## Educación

### Escuelas
El distrito escolar que corresponde a San Ysidro es el Distrito Escolar de San Ysidro (que consta de unidades desde Infantil hasta octavo curso) así como el Distrito Escolar de Sweetwater Union, que gestiona la San Ysidro High School, así como el centro de educación de adultos de San Ysidro (San Ysidro Adult Education Center).

## Clima
El clima de San Ysidro es mediterráneo seco. Los inviernos son suaves y húmedos, y los veranos cálidos y secos.
El mes más fresco es enero, con una temperatura media de 13 °C, mínimas que rondan los 7 °C y raras ocasiones descienden de 0 °C, y máximas que rondan los 18 °C. Las lluvias son comunes por los frentes y las tormentas eléctricas que ingresan desde el Océano Pacífico, febrero igual de lluvioso que enero, las temperaturas se mantienen sin mucho cambio y los días nublados y con neblina son comunes, marzo es en promedio el mes más lluvioso, las temperaturas se mantienen similares a los meses anteriores, sin grandes cambios. Abril es el final del invierno y el mes donde los vientos de Santa Ana se vuelven más comunes, pueden darse olas de calor de hasta 33 °C, sin embargo por lo regular los días son frescos y las noches aún frías. Los meses más calurosos son agosto y septiembre, con temperaturas promedios de 22 °C. 
heladas son raras en la ciudad, y las temperaturas se mantienen templadas durante todo el año, exceptuando las ocasiones en que los vientos de Santa Ana traen aire caliente del continente y elevan la temperatura por encima de los 30 °C. Las precipitaciones son escasas e irregulares (apenas 270 mm al año), se registran durante el invierno.
| Parámetros climáticos promedio de San Ysidro | Parámetros climáticos promedio de San Ysidro | Parámetros climáticos promedio de San Ysidro | Parámetros climáticos promedio de San Ysidro | Parámetros climáticos promedio de San Ysidro | Parámetros climáticos promedio de San Ysidro | Parámetros climáticos promedio de San Ysidro | Parámetros climáticos promedio de San Ysidro | Parámetros climáticos promedio de San Ysidro | Parámetros climáticos promedio de San Ysidro | Parámetros climáticos promedio de San Ysidro | Parámetros climáticos promedio de San Ysidro | Parámetros climáticos promedio de San Ysidro | Parámetros climáticos promedio de San Ysidro |
| Mes                                          | Ene.                                         | Feb.                                         | Mar.                                         | Abr.                                         | May.                                         | Jun.                                         | Jul.                                         | Ago.                                         | Sep.                                         | Oct.                                         | Nov.                                         | Dic.                                         | Anual                                        |
| -------------------------------------------- | -------------------------------------------- | -------------------------------------------- | -------------------------------------------- | -------------------------------------------- | -------------------------------------------- | -------------------------------------------- | -------------------------------------------- | -------------------------------------------- | -------------------------------------------- | -------------------------------------------- | -------------------------------------------- | -------------------------------------------- | -------------------------------------------- |
| Temp. máx. abs. (°C)                         | 31                                           | 32                                           | 37                                           | 37                                           | 37                                           | 38                                           | 38                                           | 37                                           | 44                                           | 42                                           | 38                                           | 31                                           | 44                                           |
| Temp. máx. media (°C)                        | 18.8                                         | 19.1                                         | 19.1                                         | 20.4                                         | 20.7                                         | 22.3                                         | 24.3                                         | 25.3                                         | 25.0                                         | 23.3                                         | 21.1                                         | 19.1                                         | 21.5                                         |
| Temp. media (°C)                             | 15                                           | 16.6                                         | 17                                           | 16                                           | 18                                           | 20                                           | 18                                           | 18                                           | 16                                           | 18                                           | 17                                           | 15                                           | 16                                           |
| Temp. mín. media (°C)                        | 9.8                                          | 10.8                                         | 12.0                                         | 13.6                                         | 15.4                                         | 17.0                                         | 18.8                                         | 19.7                                         | 18.9                                         | 16.2                                         | 12.0                                         | 9.4                                          | 14.4                                         |
| Temp. mín. abs. (°C)                         | -4                                           | 1                                            | 2                                            | 4                                            | 7                                            | 10                                           | 12                                           | 12                                           | 10                                           | 6                                            | 2                                            | 0                                            | -4                                           |
| Precipitación total (mm)                     | 57.9                                         | 51.8                                         | 57.4                                         | 19.1                                         | 5.1                                          | 2.3                                          | 0.8                                          | 2.3                                          | 5.3                                          | 11.2                                         | 27.2                                         | 33.3                                         | 273.7                                        |
| Días de precipitaciones (≥ 1 mm)             | 7.2                                          | 6.6                                          | 7.2                                          | 4.1                                          | 2.0                                          | 1.1                                          | 0.6                                          | 0.6                                          | 1.5                                          | 2.8                                          | 4.0                                          | 5.2                                          | 42.9                                         |
| Fuente: NOOA 19 de marzo de 2013             |                                              |                                              |                                              |                                              |                                              |                                              |                                              |                                              |                                              |                                              |                                              |                                              |                                              |

### Bibliotecas públicas
La Biblioteca Pública de San Diego tiene una sucursal en San Ysidro.

## Incidentes en la valla
La noche del 30 de diciembre de 2005 Guillermo Martínez Rodríguez, de 20 años de edad fue abatido por el agente de vigilancia fronteriza Fausto Campos tras entrar a Estados Unidos saltando la valla de hormigón entre San Ysidro y Tijuana. El agente alegó haber disparado en defensa propia al ser amenazado por una piedra que le tiraron. Por el contrario el hermano de la víctima declaró que el agente le disparó en la espalda. Guillermo murió en un hospital de Tijuana al día siguiente. El 5 de enero de 2006 un portavoz de la patrulla fronteriza declaró en San Diego que la víctima había sido detenida en varias ocasiones como "mula" o guía de indocumentados que trataban de entrar ilegalmente en Estados Unidos. La madre de la víctima rechazó estas acusaciones declarando que su hijo pretendía cruzar sólo para buscar trabajo y poder criar a su hijo. La investigación de la Procuradoría General mexicana demostró posteriormente que la bala que mató a Martínez Rodríguez atravesó su espalda y salió por el pecho.
El 18 de mayo de 2006 el paso fronterizo fue cerrado durante nueve horas hasta que agentes federales abatieron en un tiroteo al conductor de un vehículo proveniente de México, apenas a 50 pies de la línea fronteriza. El vehículo había sido denunciado por recoger a inmigrantes ilegales, si bien cuando el teniente de la policía de San Diego Kevin Rooney dijo no estar seguro de que los pasajeros fueran inmigrantes ilegales.